# Ausschuss für Binnenmarkt und Verbraucherschutz
Der Ausschuss für Binnenmarkt und Verbraucherschutz (englisch Committee on the Internal Market and Consumer Protection, französisch Commission du marché intérieur et de la protection des consommateurs, IMCO) ist einer der 20 Ausschüsse des Europäischen Parlaments. Vorsitzende des Ausschusses ist seit Oktober 2020 Anna Cavazzini (Bündnis 90/Die Grünen, Fraktion Die Grünen/EFA).
Der Ausschuss wurde 2004, zum Beginn der 6. Wahlperiode des Europäischen Parlaments, gegründet. Zuvor waren die Themen des Ausschusses von den Ausschüssen für Umwelt (ENVI) (Verbraucherschutz) und Recht (IURI) (Binnenmarkt) behandelt worden. Zu den Zuständigkeiten des Ausschusses gehört heute vor allem die Harmonisierung der Rechtsetzung in der Europäischen Union im Bereich Binnenmarkt und Zollunion, insbesondere die Warenverkehrsfreiheit einschließlich der Harmonisierung technischer Standards, die Niederlassungsfreiheit und die Dienstleistungsfreiheit. Der Binnenmarktausschuss befasst sich mit Maßnahmen zur Identifizierung und Überwindung von Hindernissen für den Binnenmarkt und mit dem Verbraucherschutz. Nicht in den Bereich des Binnenmarktausschusses fallen allerdings Aspekte der öffentlichen Gesundheitsvorsorge und der Lebensmittelsicherheit; für diese ist der Umweltausschuss zuständig.

## Vorsitzende

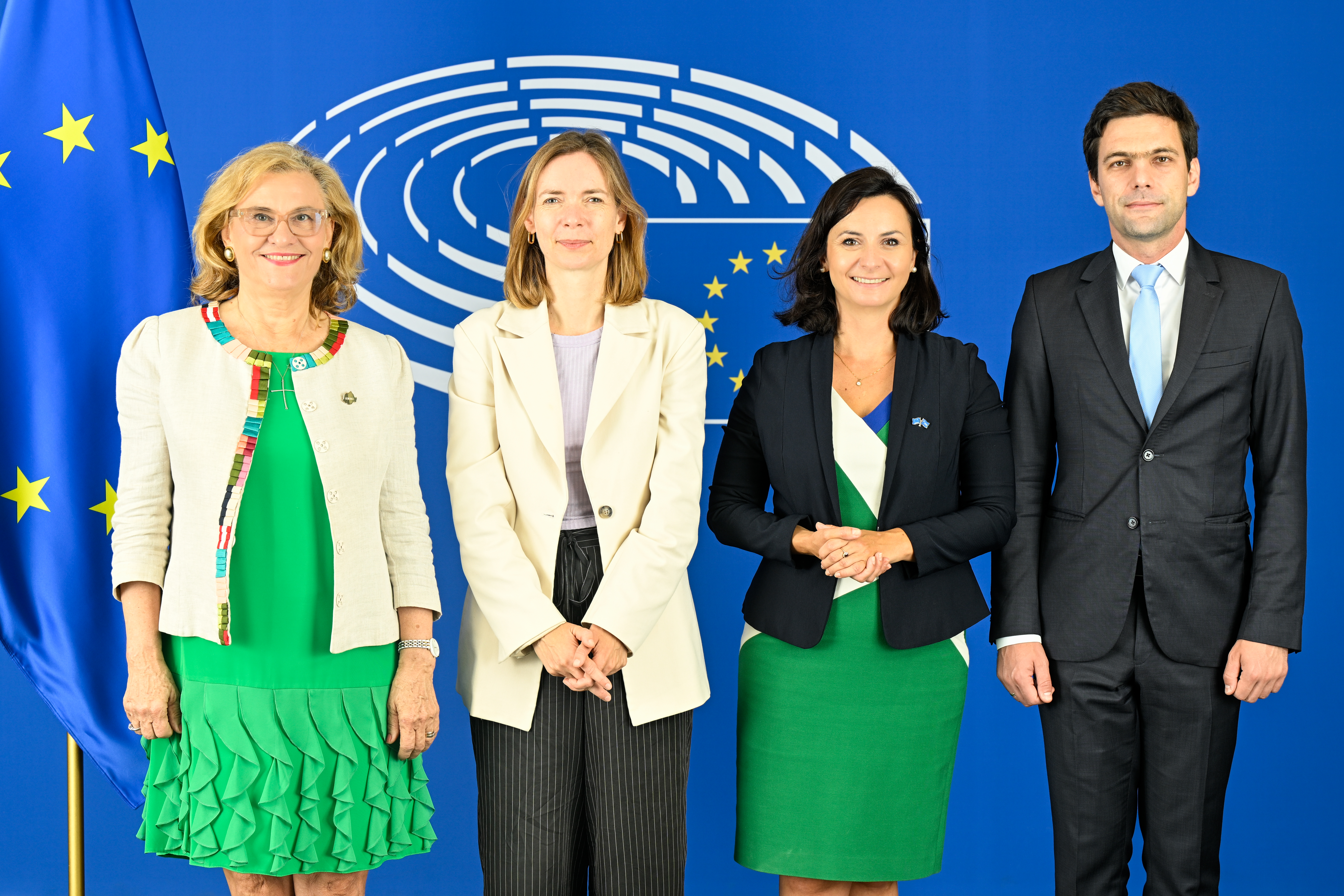
Ausschussvorsitz der 10. Wahlperiode (2024–2029, v. l. n. r.): Maria Grapini, Anna Cavazzini, Kamila Gasiuk-Pihowicz und Nikola Mintschew

- Juli 2004–Dezember 2005: Phillip Whitehead (Labour, SPE, Vereinigtes Königreich)[3]
- Januar 2006–Juli 2009: Arlene McCarthy (Labour, SPE, Vereinigtes Königreich)[4]
- Juli 2009–Juni 2014: Malcolm Harbour (Cons., ECR, Vereinigtes Königreich)[5]
- Juli 2014–Juni 2017: Vicky Ford (Cons., ECR, Vereinigtes Königreich)[6]
- Juni 2017–Juli 2019: Anneleen Van Bossuyt (N-VA, ECR, Belgien)[7]
- Juli 2019–September 2020 Petra De Sutter (Groen, G-EFA, Belgien)[8]
- Seit Oktober 2020: Anna Cavazzini (B’90/G, G/EFA, Deutschland)[1]